# Амитхаша
Амитха́ша (бур. Амидхааша) — село в Агинском районе Агинского Бурятского округа Забайкальского края. Административный центр сельского поселения «Амитхаша».

## География
Расположено на левобережье реки Аги, в 1 км севернее её русла. Центральная часть села расположена в 5 км к востоку от центральной площади посёлка Агинское. К селу Амитхаша примыкает с восточной стороны с. Восточная Амитхаша.

## История
Основано в 1933 году в связи с организацией здесь машинно-тракторной станции (МТС), по другим данным — в 1932 году.
В 2013 году из села выделено село Восточная Амитхаша (Закон Забайкальского края от 25 декабря 2013 года № 922-ЗЗК «О преобразовании и создании некоторых населенных пунктов Забайкальского края»)

## Население
| 2002 | 2010  | 2012  | 2013  | 2014  | 2015  | 2021  |
| ---- | ----- | ----- | ----- | ----- | ----- | ----- |
| 1711 | ↗2661 | ↗2699 | ↗2755 | ↗2789 | ↗2912 | ↗3074 |

## Известные жители
- Бадмажабэ, Намсарай Бадмажапович (1907—1963) — советский государственный и партийный деятель, председатель исполнительного комитета Агинского Бурятского окружного Совета.

## Инфраструктура
Религия
Село является крупнейшим буддийским центром в восточном Забайкалье. Здесь расположены один из старейших бурятских монастырей — Агинский дацан, а также одно из высших духовных образовательных учреждений — Агинская Буддийская Академия.
Социальные объекты
Средняя общеобразовательная школа, детский сад, врачебная амбулатория, аптека, почтовое отделение.

## Транспорт
Через село Амитхаша проходит начальный участок автодороги регионального значения Агинское — Дульдурга.
Через соседнее село Восточная Амитхаша выезд на автомобильную дорогу федерального значения А350 Чита — Забайкальск — государственная граница с Китаем.